# فرشته رحمانیت (جرم‌شناسی)
یک فرشته رحمت یا فرشته مرگ یک نوع نادر از مجرم جنایی (اغلب از نوع آدم‌کش زنجیره‌ای) که معمولاً به عنوان یک پرستار و عمداً جان مردم تحت مراقبت خود را می‌گیرد. فرشته رحمت اغلب در موضع قدرت و تصمیم‌گیری در مورد قربانیان خود است که از بیماری شدید رنج می‌برند و وی تصمیم می‌گیرد که با کشتن آنها این رنج را خاتمه دهد یا نه. در برخی موارد به مرور زمان این رفتار به شدت پیشرفت می‌کند به طوری که افراد سالم و به راحتی قابل درمان هم شامل می‌شود و به کشتن آنان می‌پردازد.